# Roberto Traversini

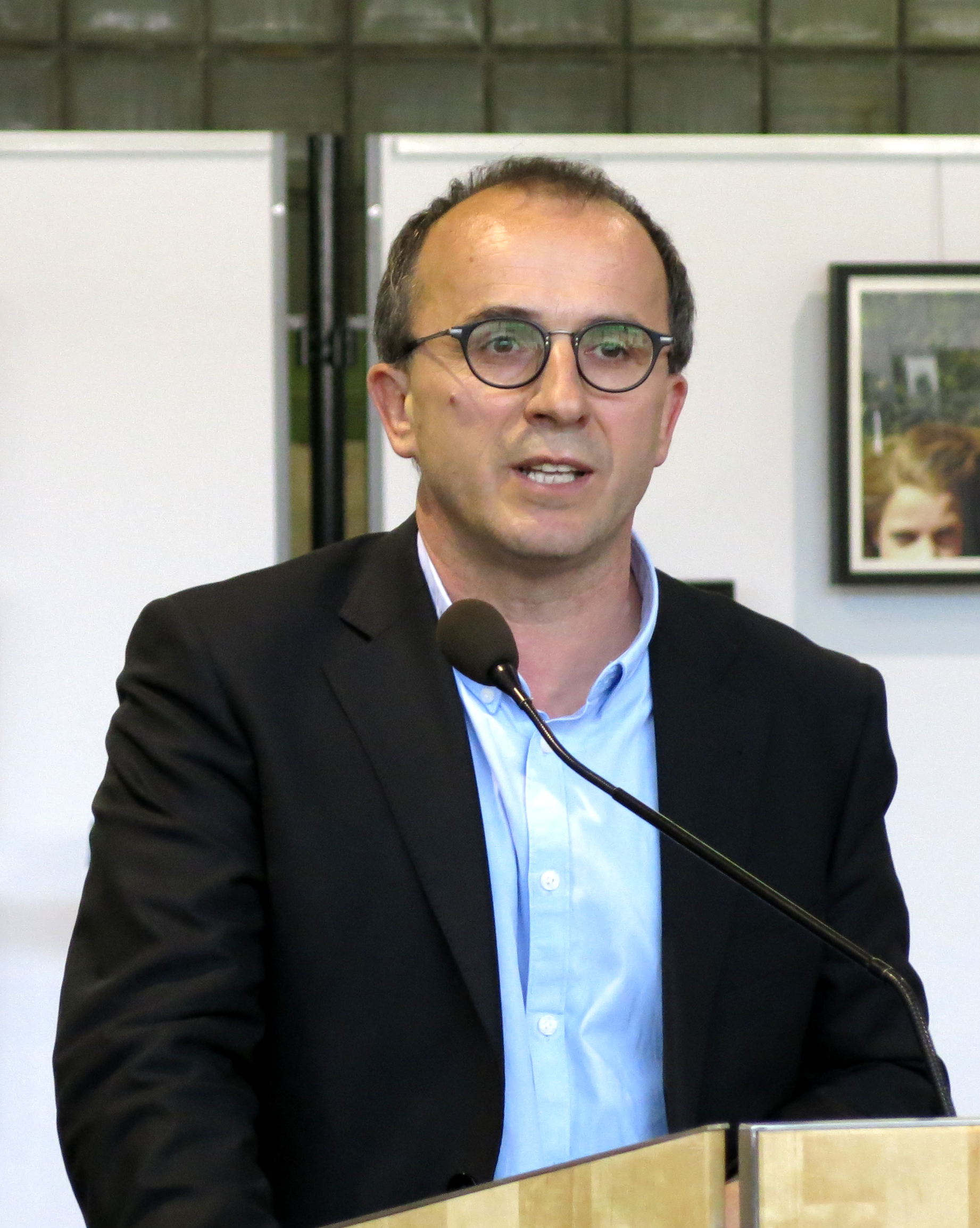
Roberto Traversini

Roberto Traversini (geboren am 3. Januar 1963 in Cantiano, Italien) ist ein ehemaliger luxemburgischer Politiker. Für Die Grünen war er von Dezember 2013 bis Oktober 2019 Mitglied im Parlament des Landes und von Januar 2014 bis September 2019 Bürgermeister von Differdingen.

## Werdegang
Traversini ist der Sohn italienischer Einwanderer. Er begann seine berufliche Laufbahn als Maschineneinrichter beim Stahlunternehmen ARBED, wo er im Dreischichtbetrieb tätig war. Nach einer erfolgreichen Umschulung wurde er Kommunalbeamter in Sassenheim.

## Politik
Traversini ist seit 1985 Mitglied bei den Grünen. Als Schwerpunkte seiner politischen Arbeit sah er vor allem die Themen Umwelt, Jugend und das Wohnungswesen. Er war Mitgründer des Centre d’initiative et de gestion locale (CIGL) von Differdingen, wo er lange Jahre Präsident war, des Jugendtreffs SABA Déifferdeng und der Entente des gestionnaires des maisons de jeunes.
Bei den Kommunalwahlen 2005 kam Roberto Traversini in den Differdinger Gemeinderat, bereits ein Jahr später wurde er Erster Schöffe. Im Januar 2014 folgte er auf Claude Meisch (DP), der als Minister in die Regierung berufen worden war, als Bürgermeister.
Nach den vorgezogenen Kammerwahlen am 20. Oktober 2013 konnte Roberto Traversini im Dezember 2013 in die Abgeordnetenkammer nachrücken, da Félix Braz auf sein Mandat verzichtete, um stattdessen Minister zu werden. So wurde er der erste Parlamentarier, der im Ausland von nicht-luxemburgischen Eltern geboren worden war. In der Kammer war er zuletzt Vizepräsident der Petitionsausschusses.
Im Sommer 2019 wurden Vorwürfe gegen Traversini laut, er habe in einem geerbten Haus in Niederkorn Bauarbeiten zunächst ohne die notwendige Genehmigung durchführen lassen. Als besonders schwerwiegend galt dabei, dass ein zugehöriges Gartenhaus innerhalb eines Naturschutzgebietes lag. Nachdem die benötigten Genehmigungen nachträglich erteilt wurden, geriet auch Umweltministerin Carole Dieschbourg in die Kritik. Da Traversini Arbeiten durch den gemeinnützigen CIGL und durch Gemeindebedienstete durchführen ließ und diese möglicherweise auch nicht ordnungsgemäß abrechnete, nahm die Staatsanwaltschaft strafrechtliche Ermittlungen gegen ihn auf.
Traversini trat aufgrund dieser „Gartenhäuschen-Affäre“ am 23. September 2019 als Bürgermeister von Differdingen zurück und legte in der Folge auch sein Mandat in der Kammer zum 6. Oktober 2019 nieder. Zur Nachfolgerin als Bürgermeisterin gewählt wurde am 9. Oktober 2019 Christiane Brassel-Rausch, ebenfalls von den Grünen. Den Sitz im Parlament übernahm als Nachrückerin Semiray Ahmedova. Traversini gab auch seinen Posten als Vorsitzender des CIGL auf und zog sich aus der aktiven Politik zurück.